# فتیش پا

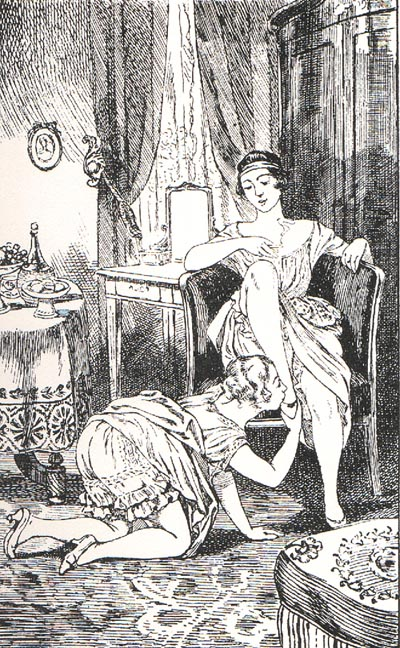
تصویرسازی از فتیش پا توسط مارتین فان مائیله

فتیشیسم پا (به انگلیسی: foot fetishism)، پودوفیلی (به انگلیسی: podophilia) یا گاهی پارتیالیسم پا (به انگلیسی: foot partialism)، به هرگونه اظهار تمایل چشمگیر و غیرطبیعی نسبت به پا گفته می‌شود. در میان اجزای غیرجنسی و دیگر قسمت‌های بدن، فتیشِ پا شایع‌ترین نوع میل جنسی است که ارتباطی با اعضای جنسی بدن ندارد. این عمل به خودیِ خود اختلال جنسی محسوب نمی‌شود، اما اگر به حدی باشد که باعث شود فرد نتواند برانگیختگی جنسی را در موردهای دیگر تجربه کند، آنگاه این یک اختلال است.

## مشخصه
فتیش پا به داشتن هر گونه میل جنسی چشمگیر به پا یا پاپوش مانند کفش و جوراب گفته می‌شود. زیگموند فروید، رسم بستن پاها در چین باستان را هم گونه‌ای از فتیش پا می‌داند. برای کسی که فتیش پا دارد، نکات قابل توجه و جذاب عبارتند از شکل و اندازه پاها و انگشتان (انگشت‌های بلند، انگشت‌های کوتاه، ناخن‌های براق و جلا داده شده، قوس‌های بلند ساق پا و غیره)، جواهرات زینتی (انگشتر پا و پابند) حالت پوشیدگی پاها (پابرهنه، چکمه و غیره)، بو و عطر پاها، تعامل حسی با پاها (بوییدن، لیسیدن، بوسیدن، قلقلک دادن و غیره). انواع مختلفی از فتیش پا وجود دارد مانند فتیش با جوراب، فتیش با کفش، فتیش با پاهای چرک و گل آلود، که از این میان فتیش پا مورد توجه بیشتری قرار دارد.

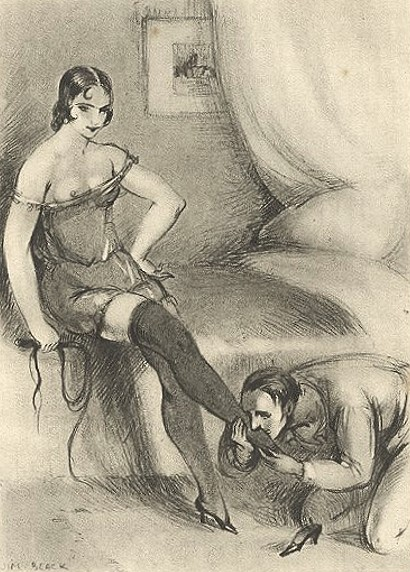
در حین نقش‌بازی جنسی، بوسیدن یا لیسیدن پای چیرنده یکی از رایج‌ترین کارهاست.

## آمار مرتبط
برای تخمین تعداد تقریبی فتیش‌ها، محققان دانشگاه بولونیا ۳۸۱ گفتگوی اینترنتی در بین گروه‌های فتیشی را بررسی کردند که در آن حداقل ۵٫۰۰۰ نفر شرکت داشتند. محققان شیوع انواع مختلف گرایش‌های فتیشی را بر طبق موارد زیر برآورد کردند:
- تعداد گروه‌های گفتگو در مورد یک فتیش خاص
- تعداد افراد شرکت‌کننده در گروه‌ها
- تعداد پیام‌های مبادله شده

از این بررسی این نتیجه به عمل آمد که رایج‌ترین فتیش‌ها، فتیش‌های مرتبط با اعضای بدن یا فتیش‌های مرتبط با اشیائی است که معمولاً در ارتباط با اعضای بدن هستند (۳۳ و ۳۰ درصد به ترتیب). در بین کسانی که اعضای بدن را می‌پسندیدند، فتیش پا و انگشت دارای بالاترین میزان بود و ۴۷ درصد اشخاص شرکت‌کننده به این فتیش علاقه داشتند. در بین اشخاصی (عموماً مردها) که بیشتر اشیاء مرتبط با اعضای بدن را می‌پسندیدند، پاپوش‌ها (کفش، چکمه و …) با ۶۴ درصد دارای بیشترین طرفدار بودند.